# Jean d'Escars
Jean de Pérusse d'Escars, ou Jean des Cars, prince de Carency, Ier comte de La Vauguyon (à Maisonnais et les Salles ; en 1586), seigneur d'A(l)bret et de Vendat ( ? - 21 septembre 1595), est un général français issu de la Maison de Pérusse des Cars.

## Biographie
Fils de François de Pérusse, conseiller, chambellan et gentilhomme de la chambre du roi François Ier, et d'Isabeau de Bourbon, dame de Carency, il est maréchal et sénéchal de Bourbonnais en 1576, capitaine de cent hommes d'armes de ses ordonnances et lieutenant général des armées du roi en Bretagne sous Henri, prince des Dombes.
Il est conseiller au Conseil d'État et privé. Chevalier de l'ordre de Saint-Michel, il est fait chevalier de l'ordre du Saint-Esprit le 31 décembre 1578.
Tuteur de sa petite-cousine Anne de Caumont (1574-1642), il l'enlève en 1580 au château de Castelnaud, et en janvier 1586, il la marie de force à son premier fils, Claude d'Escars, prince de Carency ; mais le jeune homme est tué en duel le 6 mars suivant par Charles de Gontaut-Biron, et Jean d'Escars marie Anne à son deuxième fils Henri d'Escars, aussi prince de Carency, décédé en 1590. Puis au mois d'août 1586, le duc de Mayenne s'empare du château de Vauguyon et se fait remettre Anne de Caumont comme otage. Celle-ci sera finalement libérée par Henri IV et épousera le 16 janvier 1595 le comte de Saint-Pol, François d'Orléans-Longueville (1570-1631).
Jean des Cars avait épousé, par contrat d'octobre 1561, Anne de Clermont, fille d'Antoine III de Clermont et de Françoise de Poitiers (fille de Jean de Poitiers et sœur de Diane de Poitiers). L'héritière fut finalement leur fille Diane des Cars, décédée en 1611, dame de Carency et de Lavauguyon après la mort de ses deux frères Claude et Henri, et de leur père Jean des Cars en 1595.